# Fatemeh Rahbar
Fatemeh Rahbar (en persa:فاطمه رهبر; Teherán, 1964-ibíd., 7 de marzo de 2020) fue una política conservadora iraní quien se desempeñó en la Asamblea Consultiva Islámica.
La recién electa representante entró en estado de coma el 5 de marzo de 2020 debido al COVID-19 durante la epidemia de neumonía por coronavirus de 2019-2020. Falleció a los cincuenta y seis años el 7 de marzo debido a complicaciones de la enfermedad.